# 巴林 (利京區)
49°21′15″N 28°11′56″E / 49.35417°N 28.19889°E
巴利（烏克蘭語：Балин），是烏克蘭的村落，位於該國西南部文尼察州，由文尼察區負責管轄，始建於1520年，面積0.23平方公里，海拔高度268米，2001年人口565，人口密度每平方公里2,511.11人。